# Zevenboerenpolder
De Zevenboerenpolder is een voormalig waterschap in de provincie Groningen.
De polder lag ten noorden van Hornhuizen, tussen de slaperdijk (de Middendijk) en de toenmalige zeedijk (de Groote Kadijk) in. Deze werd van 1801 tot 1802 aangeleg, zodat 1802 als jaar kan worden beschouwd waarop de polder is ontstaan. Officieel ontstond het waterschap pas toen er door de Staten een reglement werd vastgesteld op 21 juni 1908. Het waterschap waterde af via een duiker in de slaperdijk (de oude provinciale zeedijk), rechtstreeks op de boezem van het waterschap Hunsingo, meer specifiek op de Julianatocht die uitmondt in het Uilenestermaar.
Waterstaatkundig gezien ligt het gebied sinds 1995 binnen dat van het waterschap Noorderzijlvest.